# 雪平機場
雪平機場（瑞典語：Köping/Gålby flygfält）是一座位於瑞典歐洲E18公路以北，距離雪平市區幾公里之外的機場。

## 歷史
雪平機場由雪平飛行俱樂部（Köpings flygklubb）於1964年興建，至1965年完工開放使用。此機場只設有草地跑道，僅用於運動飛行，因此沒有任何商業航班使用。
機場的土地為飛行俱樂部向雪平市鎮政府租借，面積約為7公頃。